# Sanctuary (película de 2022)
Sanctuary es una película de suspenso psicológico estadounidense de 2022 dirigida por Zachary Wigon a partir de un guion de Micah Bloomberg. Está protagonizada por Margaret Qualley y Christopher Abbott.
La película tuvo su estreno mundial en el Festival Internacional de Cine de Toronto el 11 de septiembre de 2022 y recibió un estreno limitado en cines en los Estados Unidos el 19 de mayo de 2023, antes de un estreno general el 25 de mayo.

## Sinopsis
El heredero de un imperio hotelero y la dominatrix que lo ha preparado para el éxito luchan en una habitación de hotel mientras él intenta terminar su relación.

## Reparto
- Margaret Qualley como Rebecca
- Christopher Abbott como Hal

## Producción
En septiembre de 2021, se anunció que Margaret Qualley y Christopher Abbott se habían unido al elenco de la película, con Zachary Wigon dirigiendo un guion de Micah Bloomberg. La fotografía principal tuvo lugar en la ciudad de Nueva York.

## Estreno
Sanctuary tuvo su estreno mundial en el 47° Festival Internacional de Cine de Toronto el 11 de septiembre de 2022. Poco después, Super LTD, una división de Neon, adquirió los derechos de distribución de la película; sin embargo, terminó distribuyéndose a través de Neon. La película también se proyectó en el 40.º Festival Internacional de Cine de Miami del Miami Dade College el 11 de marzo de 2023, donde fue nominada al premio Knight Marimbas.
Tuvo un estreno en cines limitado en los Estados Unidos el 19 de mayo de 2023, luego se expandió a un estreno general el 25 de mayo. El tráiler se lanzó el 12 de abril de 2023.